# Manfredo Roberti
Manfredo Roberti (Reggio Emilia, ... – Reggio Emilia, 3 dicembre 1268) è stato un vescovo cattolico italiano.

## Biografia
Fu canonico a Padova e venne eletto vescovo di Verona nel 1260. Ammise gli Agostiniani in città e il nuovo ordine si insediò nella Chiesa di Sant'Eufemia Sant'Eufemia.
Nel 1264 cadde nelle mani dei ghibellini e venne liberato nel 1266 grazie all'intervento di papa Clemente IV e del re Giacomo I d'Aragona. Dopo la sua morte, avvenuta nel 1268, portò lo scisma nella Chiesa veronese, perché vennero eletti contemporaneamente Aleardino (vescovo eletto) e Guido della Scala, figlio naturale di Mastino I, signore di Verona. Prevalse la potenza degli Scaligeri e Aleardino fu costretto a vivere a Mantova. Morì nel 1268.